# Kawab
| D28 | A6 | D58 |

| D28 | A6 | D58 |

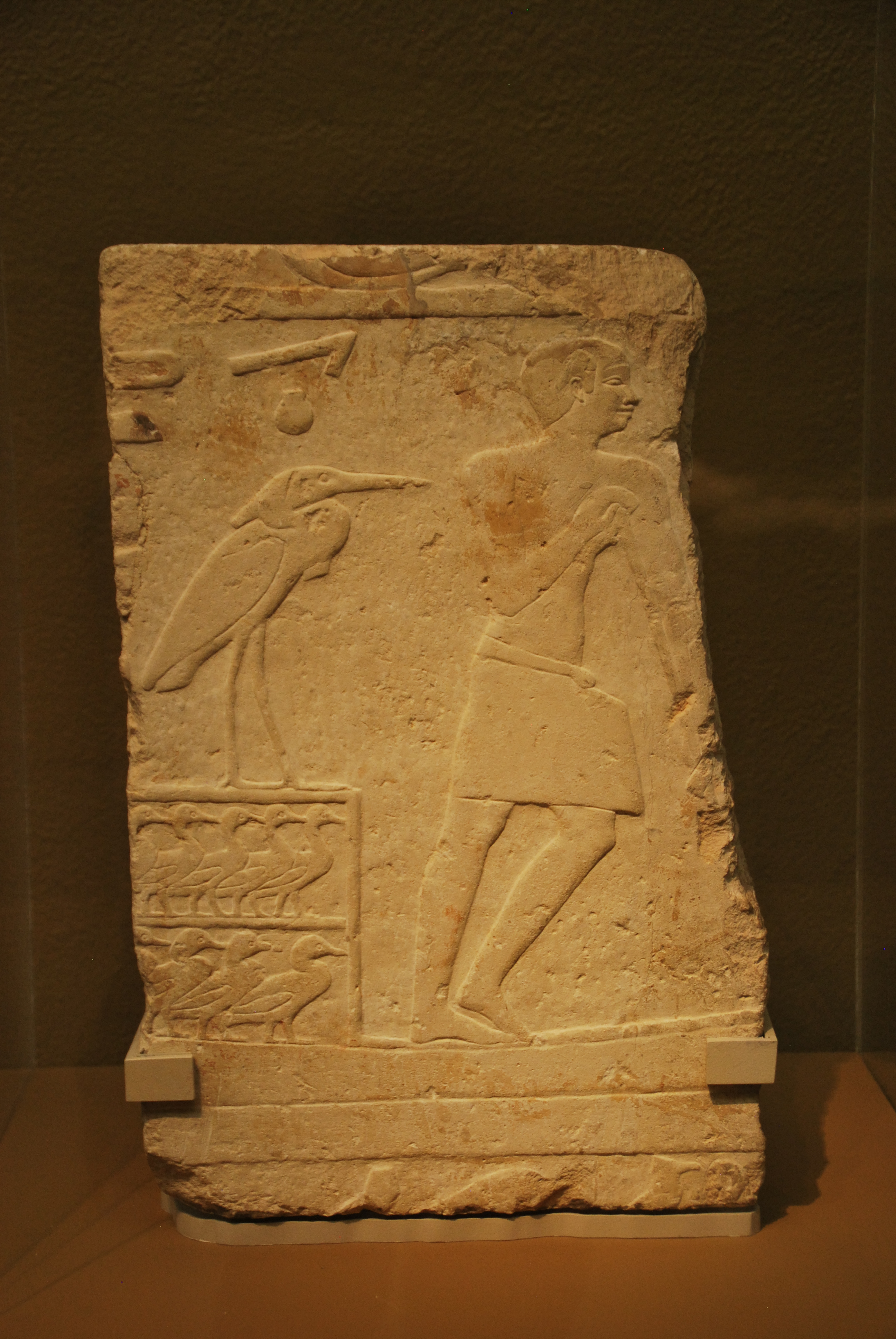
Reliéf z hrobky Kawaba G 7120

Kawab (k3 wˁb) byl egyptský princ ze 4. dynastie. Byl nejstarším synem krále Chufua a královny Meritites I. Kawab sloužil jako vezír a byl pohřben ve dvojité mastabě G 7110-7120 ve Východním poli v Gíze.

## Život
Kawab byl nejstarším synem faraona Chufua a Meritites I. a nevlastním bratrem Radžedefa a Rachefa. Pravděpodobně se narodil za vlády svého dědečka Snofrua. Kawab se oženil se svou sestrou Hetepheres II. a měli spolu minimálně tři syny jménem Duaenhor, Kaemsechem a Mindžedef a dceru Meresanch III.
Kawab zemřel za vlády svého otce, a tak nastoupil jeho bratr Radžedef, který se oženil s jeho vdovou Hetepheres II. Dříve se věřilo, že Radžedef zavraždil Kawaba, a tím získal trůn.

## Hrobka
Kawab byl pohřben ve velké dvojité mastabě G 7110-7120 ve Východní oblasti v Gíze. Mastaba G 7110 patřila Kawabově manželce Hetepheres II.

## Po smrti
Několik století poté, co Kawab zemřel, obnovil princ Chamuaset sochu Kawaba v chrámu v Memfisu.